# Rhein-Camino
Der Rhein-Camino (camino: spanisch = Weg) ist ein Abschnitt im Netz der Wege der Jakobspilger in Deutschland und gilt als Fortsetzung des Lahn-Camino in Richtung Süden. Er führt von der Hospitalkapelle St. Jakobus in Oberlahnstein auf der rechtsrheinischen Seite im UNESCO-Welterbe Oberes Mittelrheintal bis Kaub. Von dort kann man mit der Autofähre den Rhein überqueren und in Bacharach auf dem Linksrheinischen Jakobsweg bis nach Bingen am Rhein weiterpilgern.

## Geschichte
Bereits im Mittelalter wurden die im Mittelrheintal verlaufenden historischen Römer- und Handelsstraßen von Pilgern nach Aachen und Köln sowie von Jakobs- und Rompilgern stark genutzt. An diesen Wegen entstanden Kirchen, Klöster, Herbergen und Hospitäler. Vom ehemaligen Hospital in Oberlahnstein ist nur noch die Kapelle St. Jakobus erhalten geblieben, in der man bei Renovierungsarbeiten (1985–1989) auf ein mittelalterliches Grab eines Jakobspilgers gestoßen ist. Ab dem Sammelpunkt Lahnstein konnten die Pilger Ziele wie Köln, Aachen oder Trier erreichen und hatten Anschluss an die Jakobswege durch Frankreich bis nach Santiago de Compostela.

## Verlauf
Der Rhein-Camino wurde erstmals im Jahre 2001 auf einer Länge von rund 53 km (unter Einbeziehung von Osterspai sogar 59 km) zwischen Oberlahnstein und Kaub vom Taunusklub mit zahlreichen Schildern und Aufklebern mit der stilisierten gelben Jakobsmuschel auf blauem Grund markiert. Die zusammenlaufenden Rippen der Muschel weisen gleichsam als Pfeil die Richtung. Inzwischen hat die Regionalgruppe Mittelrhein der St. Jakobus-Gesellschaft Rheinland-Pfalz-Saarland e.V. die Verantwortung für die Pflege der Markierung übernommen.
| Etappenvorschläge | Etappenlänge | Orte in der Reihenfolge des Erreichens                                   |
| Etappe 1          | ca. 18 km    | Oberlahnstein – Braubach – Osterspai                                     |
| Etappe 2          | ca. 22 km    | Osterspai – Kamp-Bornhofen – Lykerhausen – (Dahlheim) – Prath – Wellmich |
| Etappe 3          | ca. 19 km    | Wellmich – St. Goarshausen – Patersberg – Bornich – Dörscheid – Kaub     |

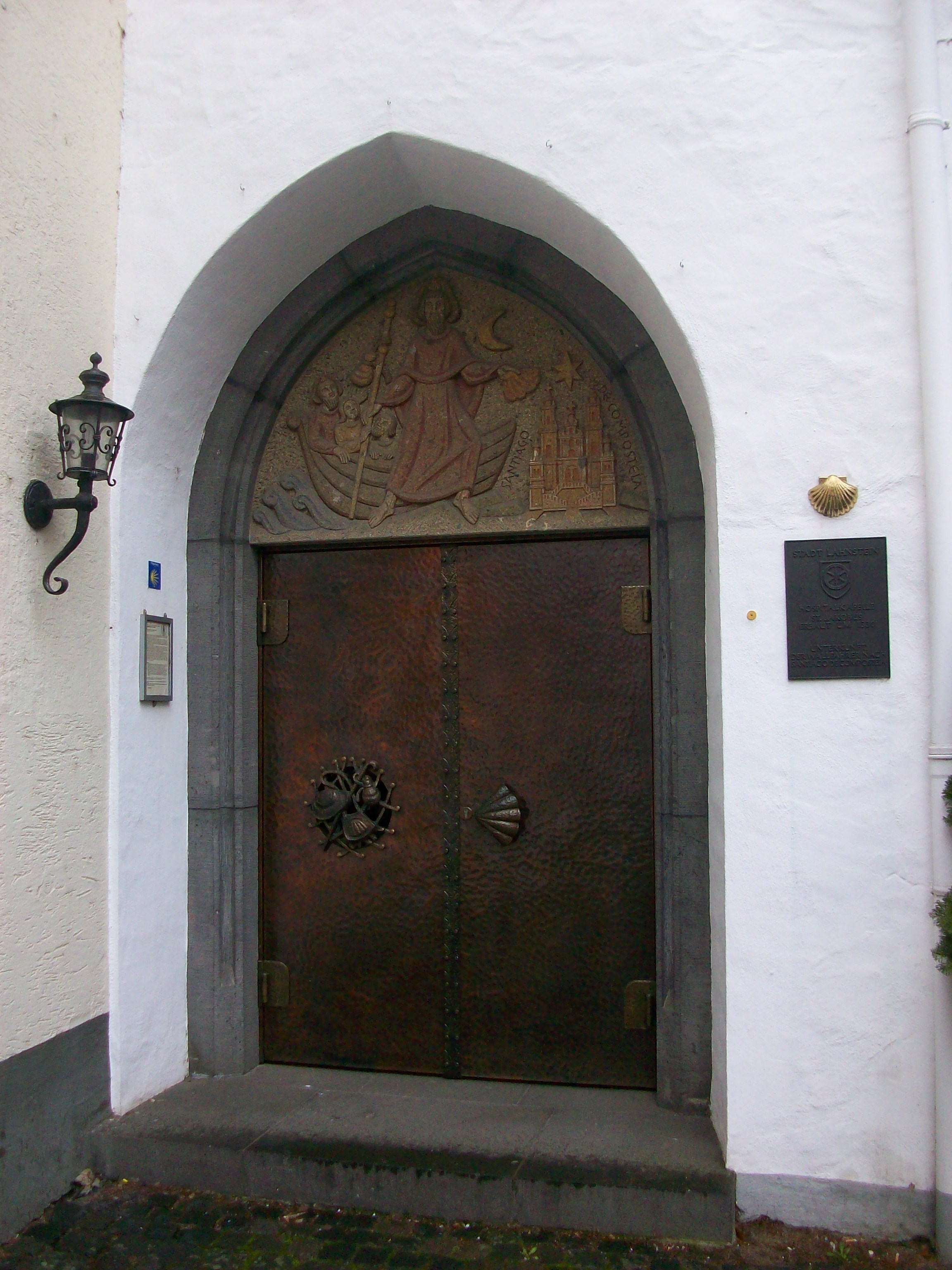
Portal der Hospitalkapelle, Oberlahnstein
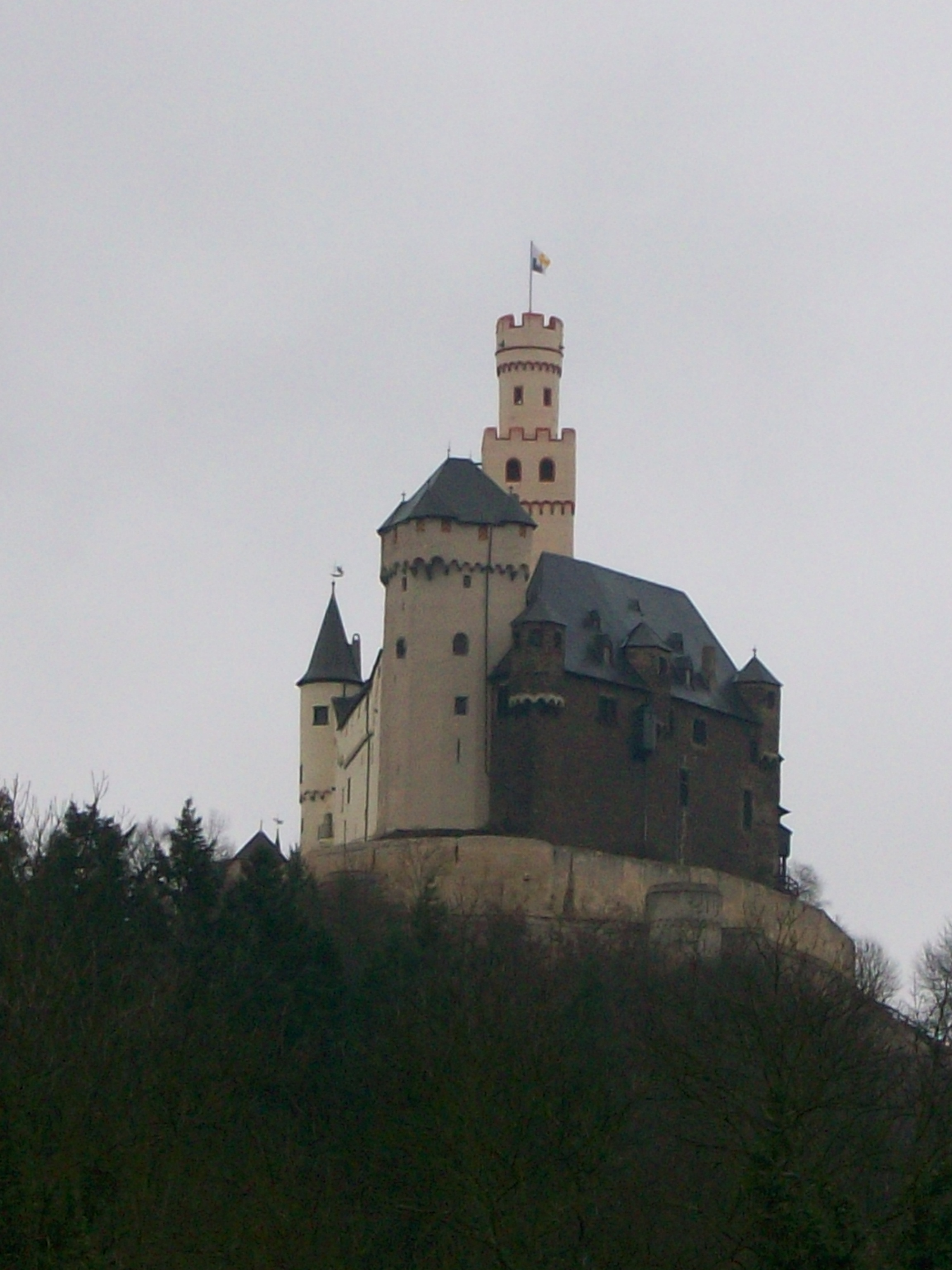
Marksburg, Braubach
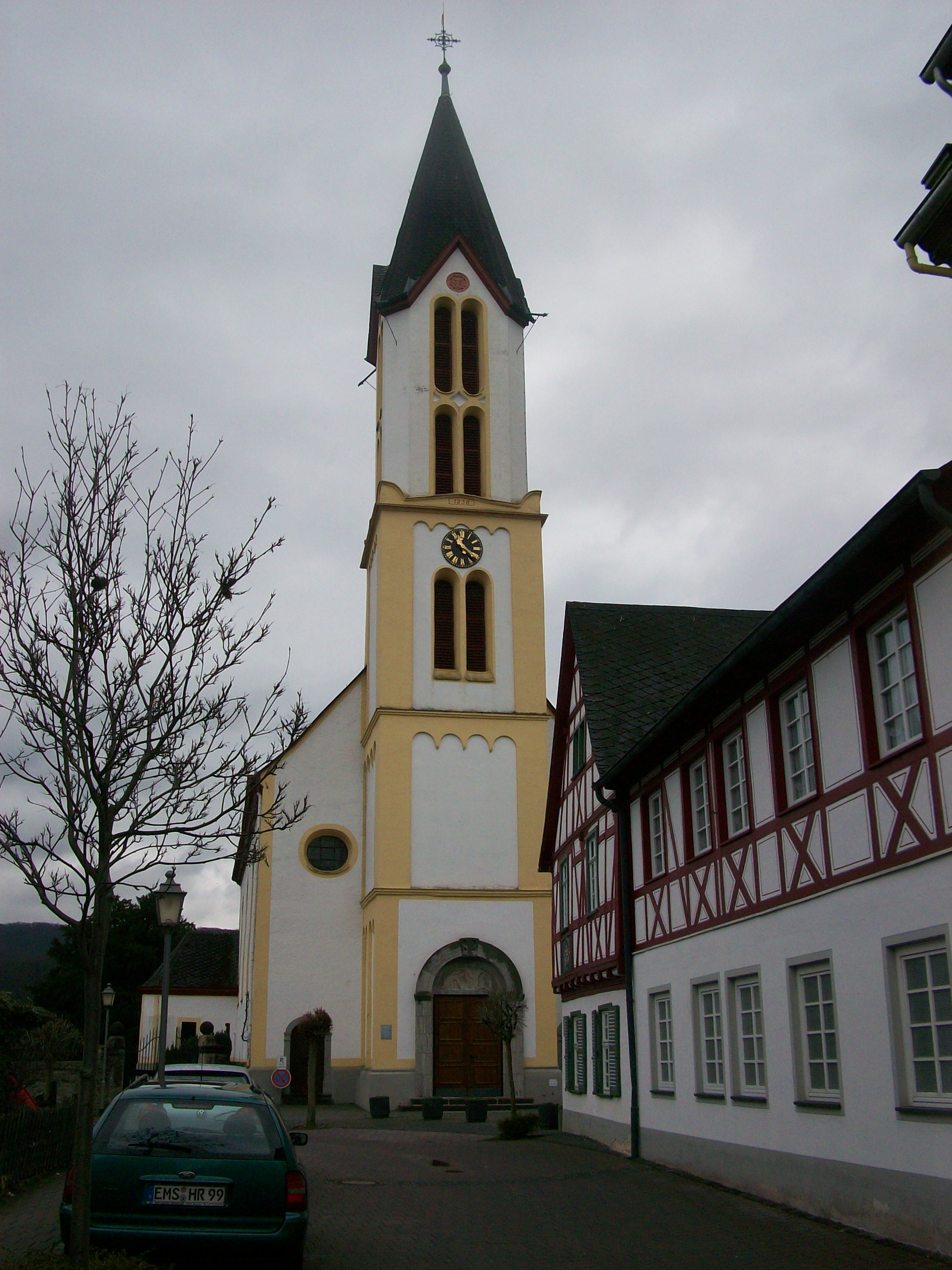
St. Martin, Osterspai
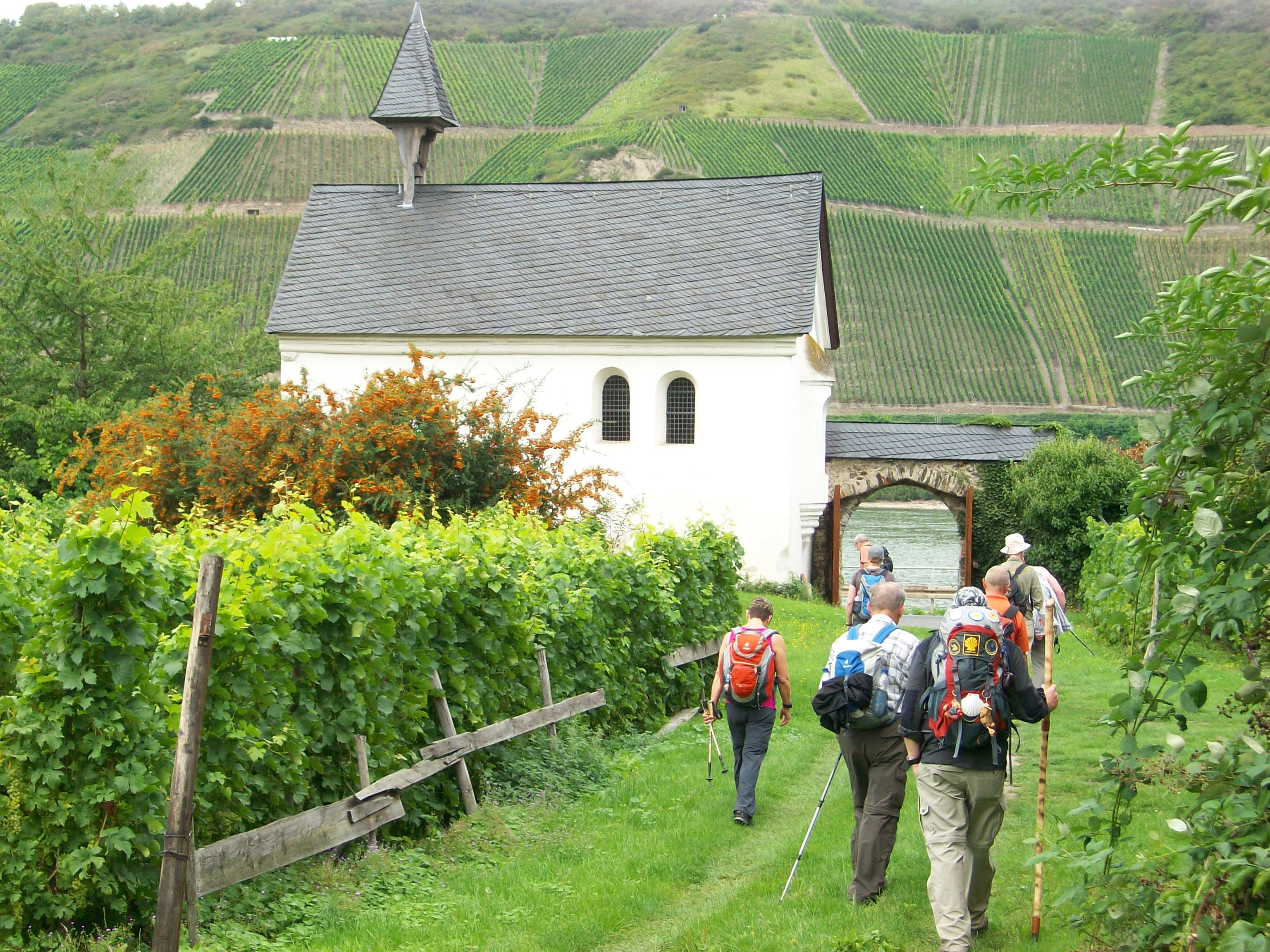
Jakobus-Kapelle, Osterspai
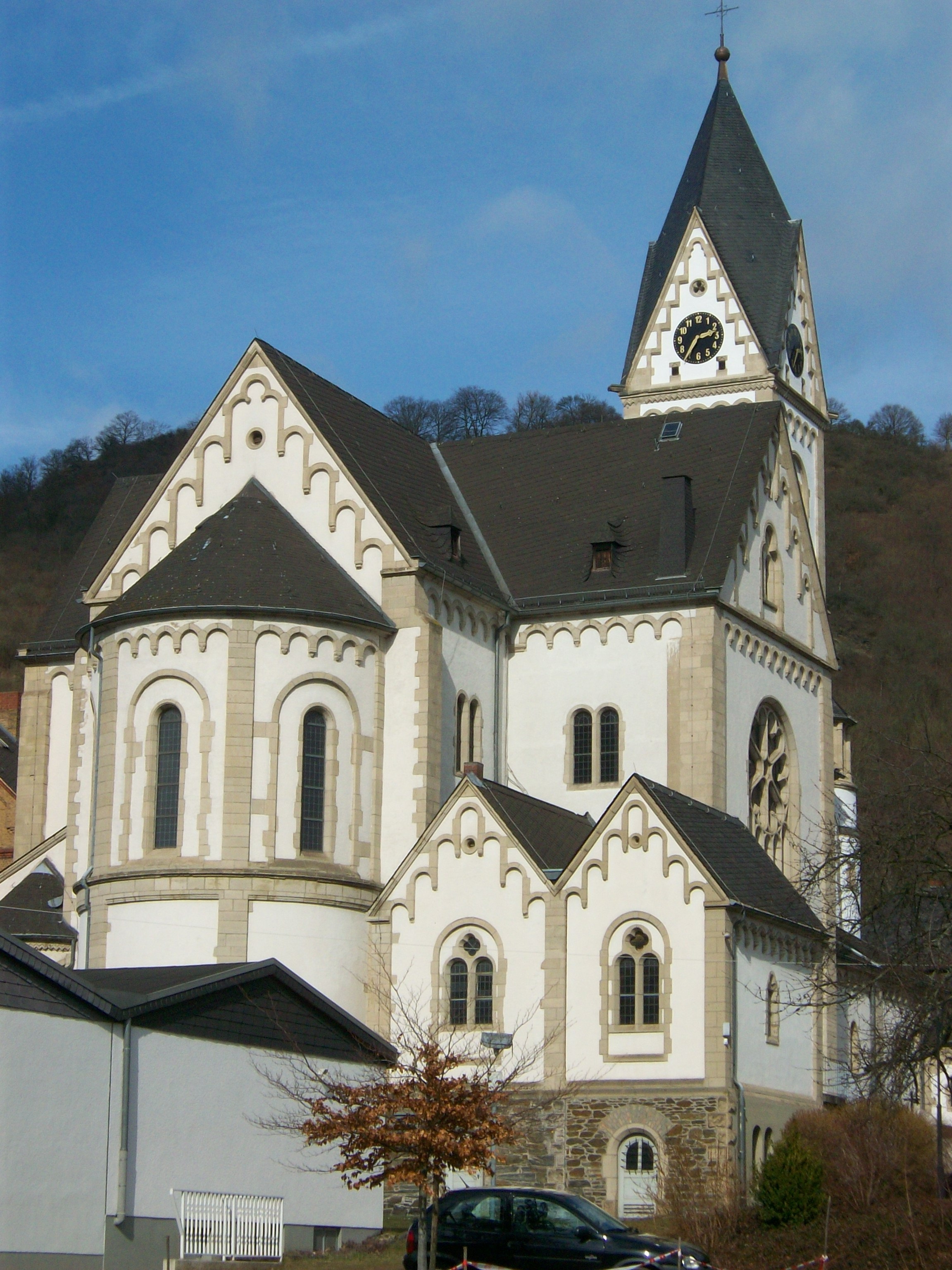
St. Nikolaus, Kamp-Bornhofen
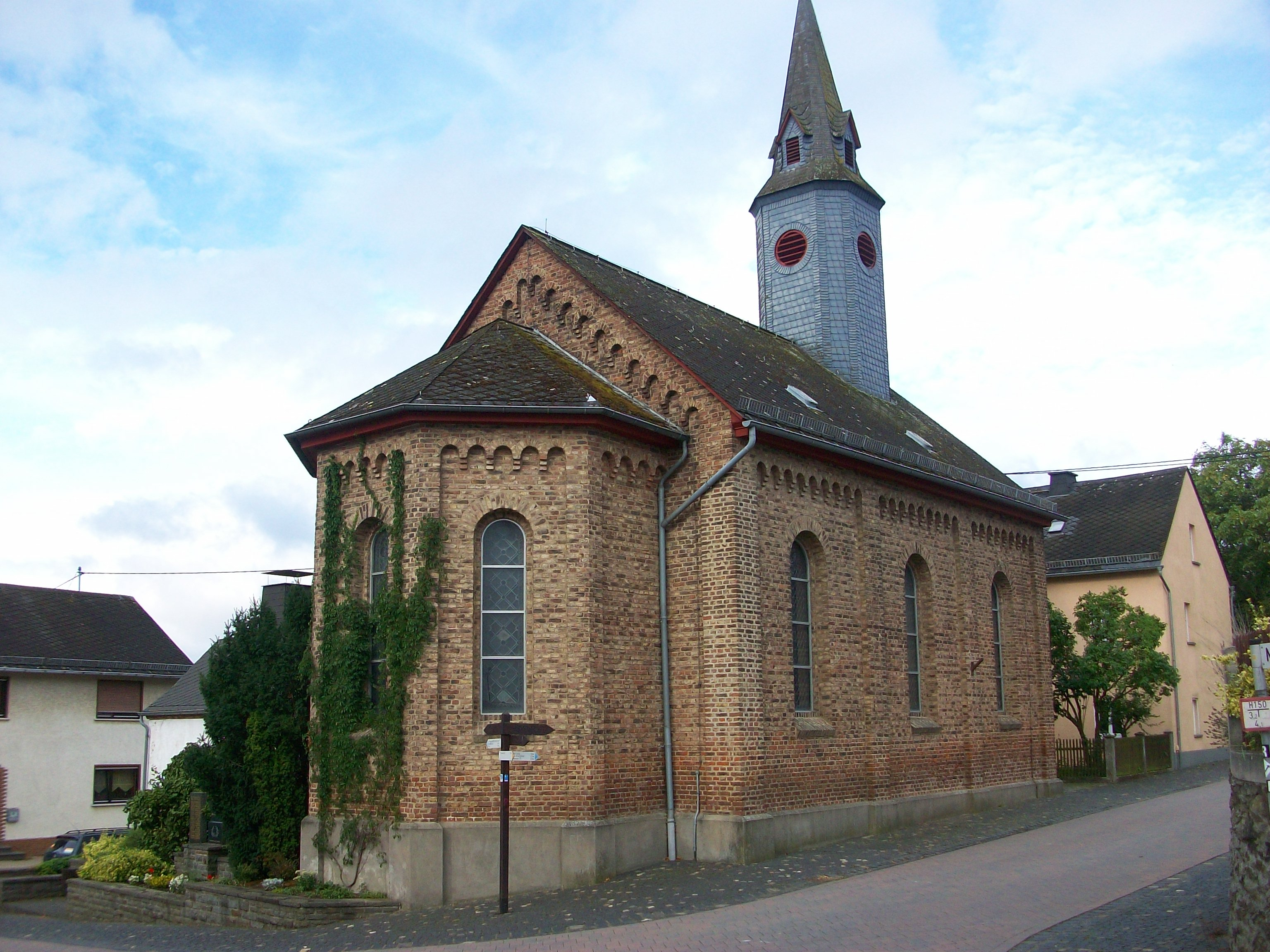
Evangelische Kirche, Lykershausen
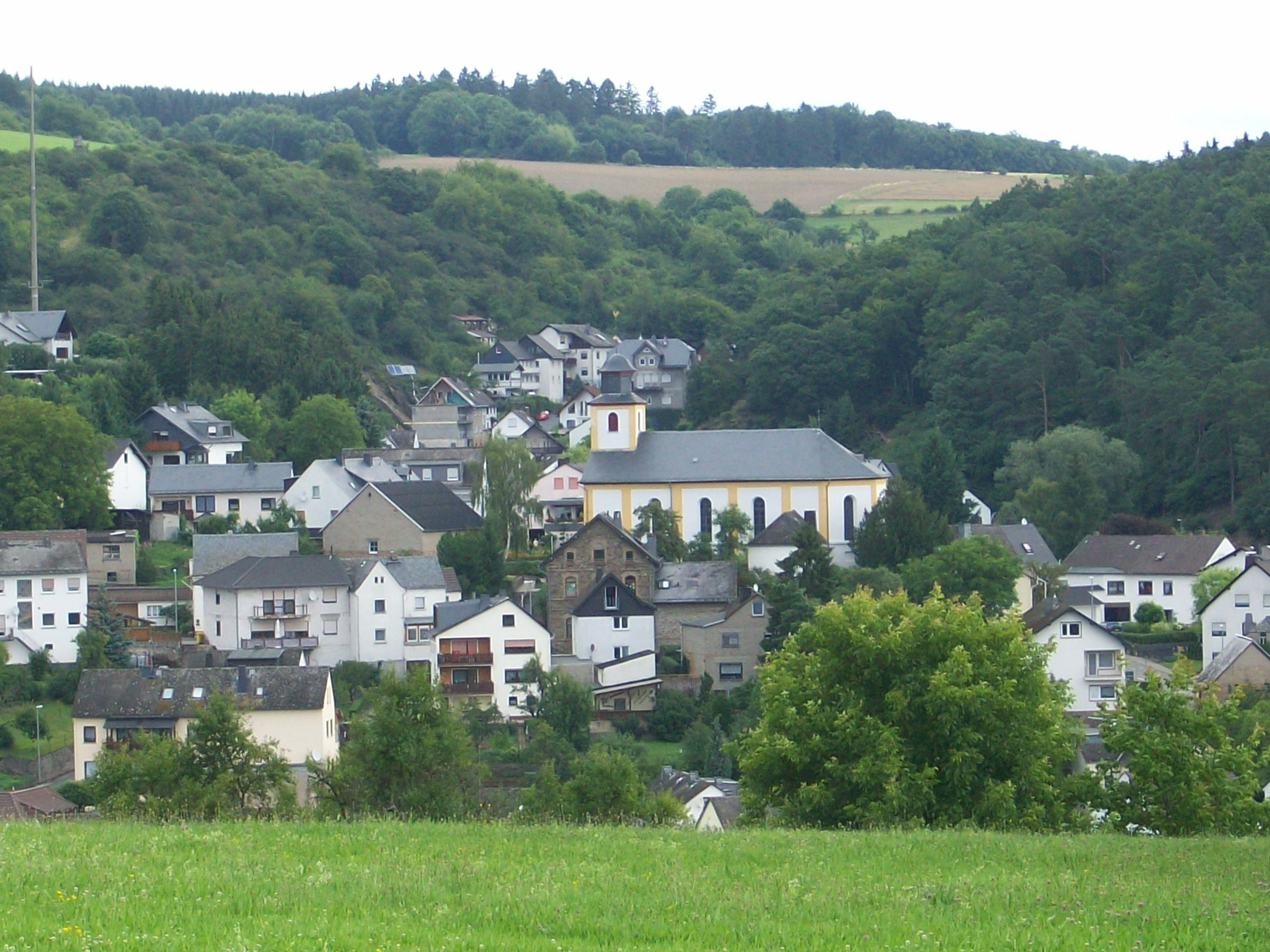
St. Jakobus, Dahlheim
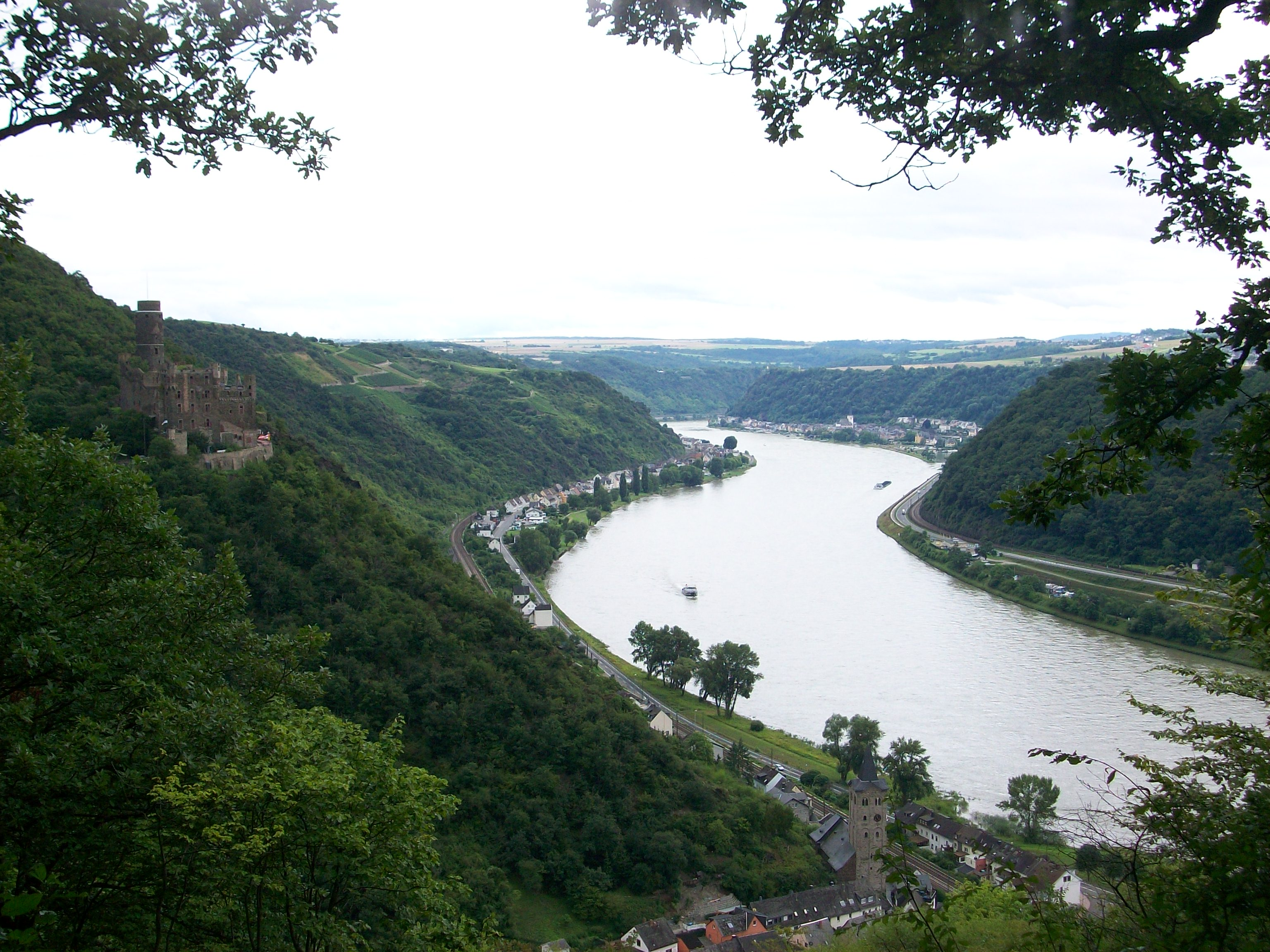
Wellmich
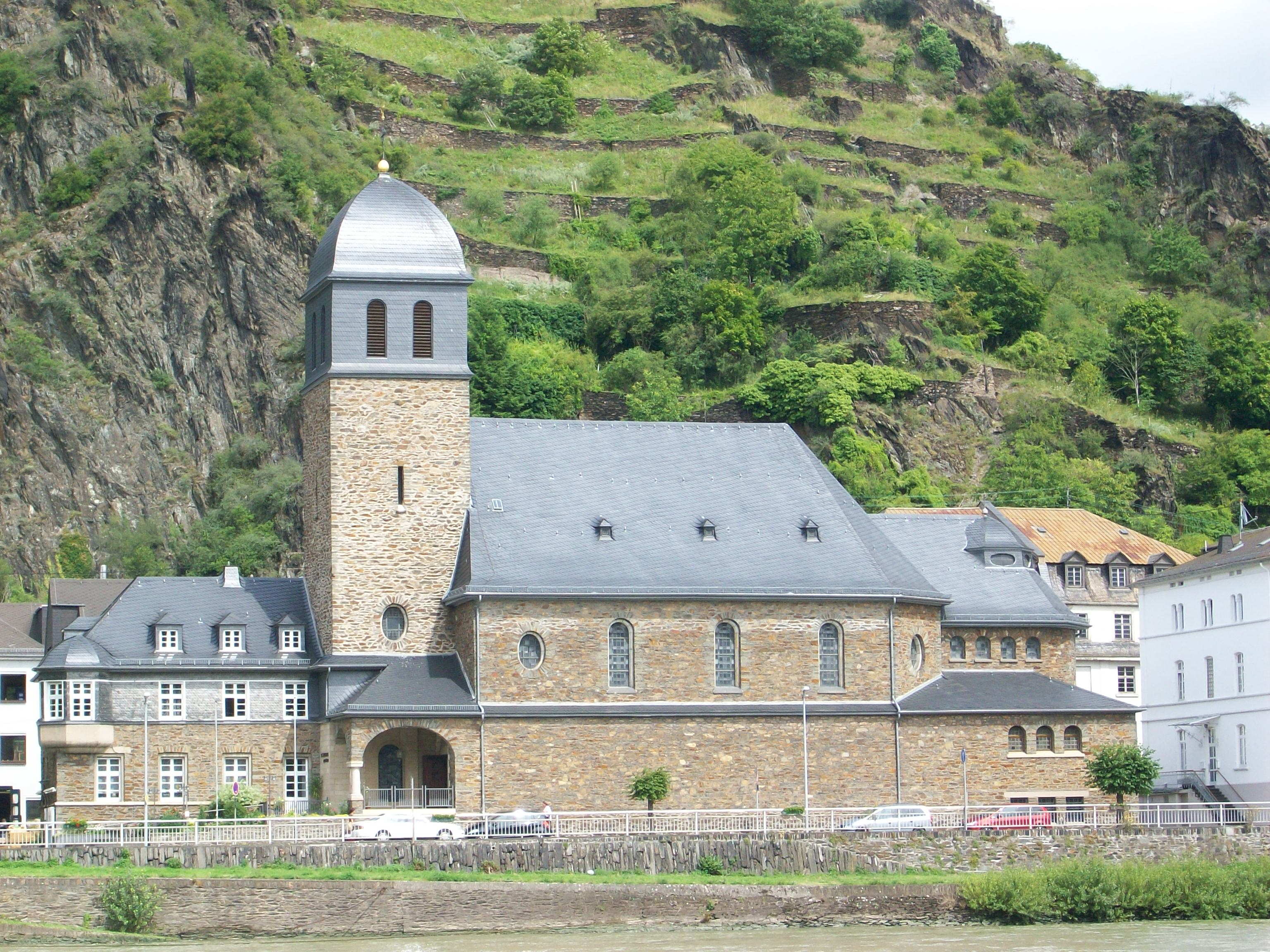
St. Johannes der Täufer, St. Goarshausen
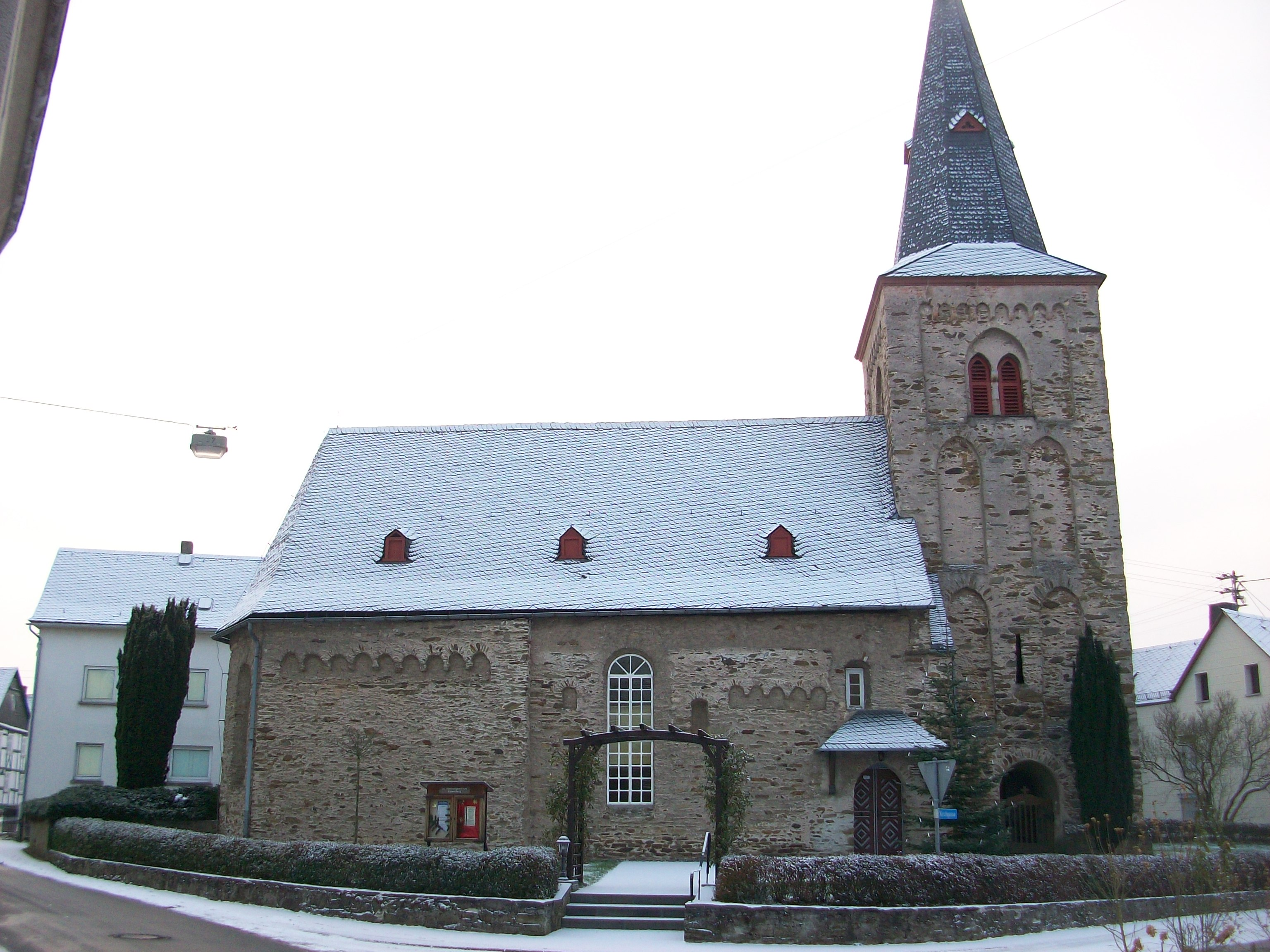
Evangelische Kirche, Patersberg
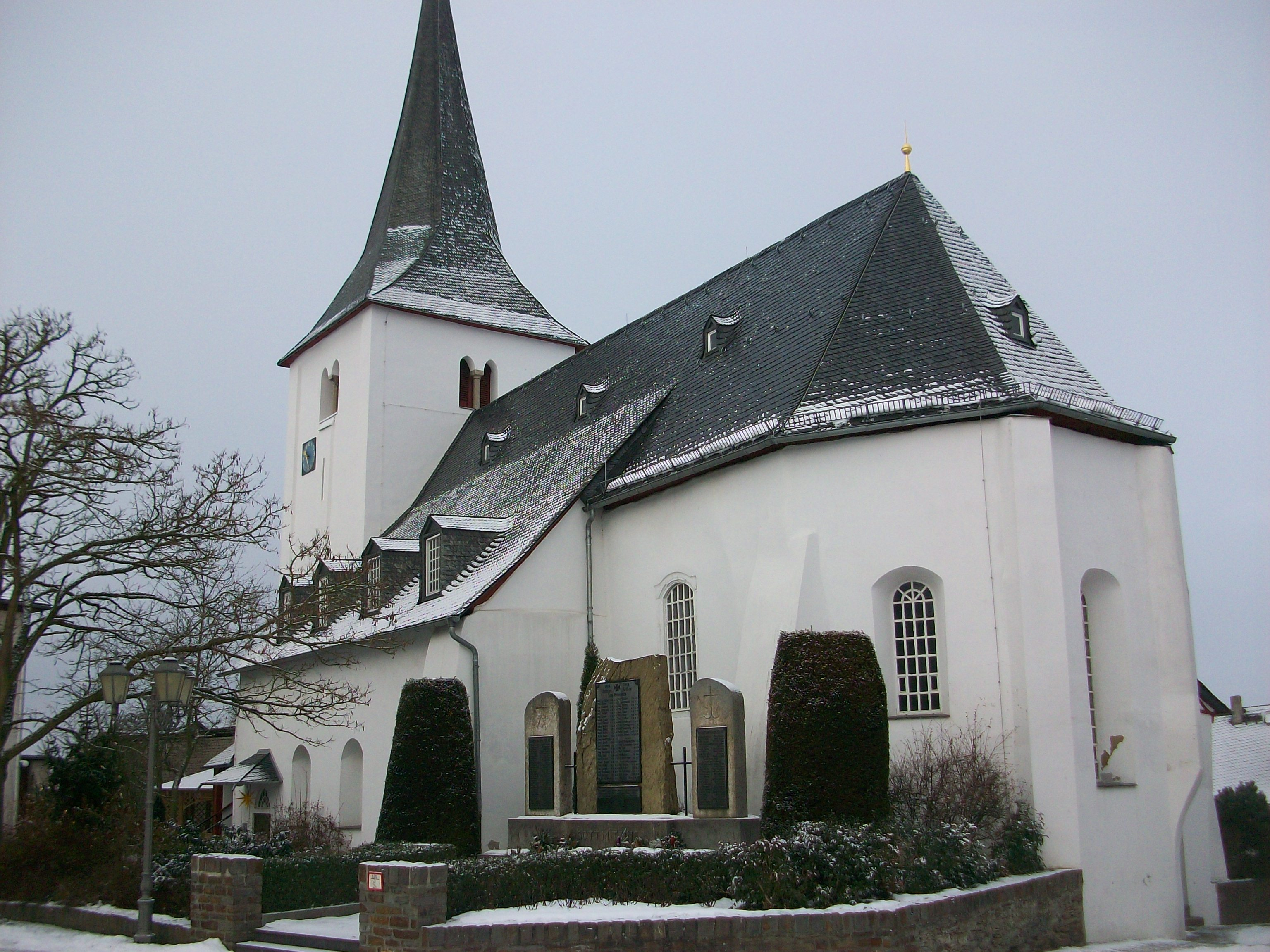
Evangelische Kirche, Bornich
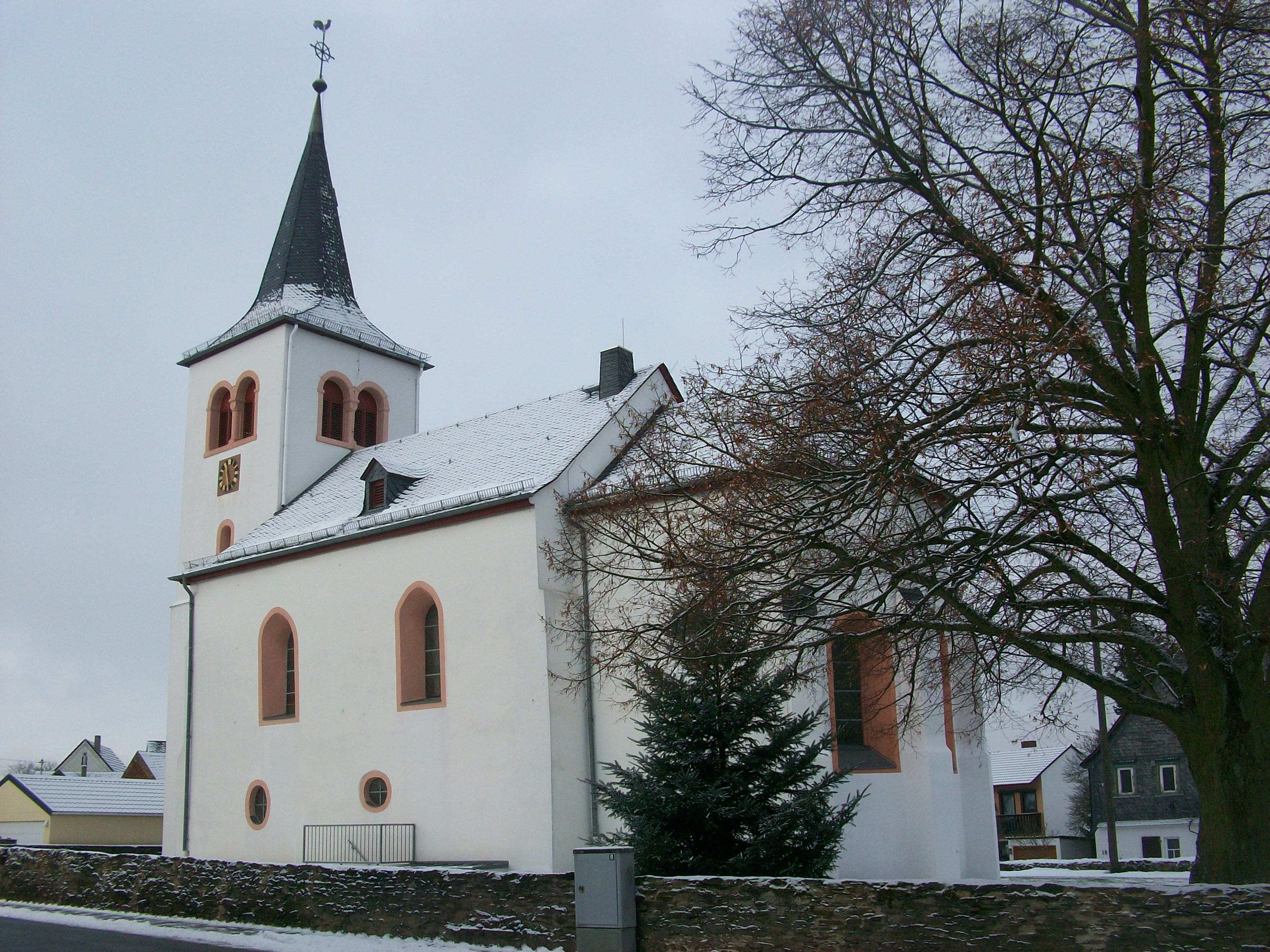
Evangelische Kirche, Dörscheid
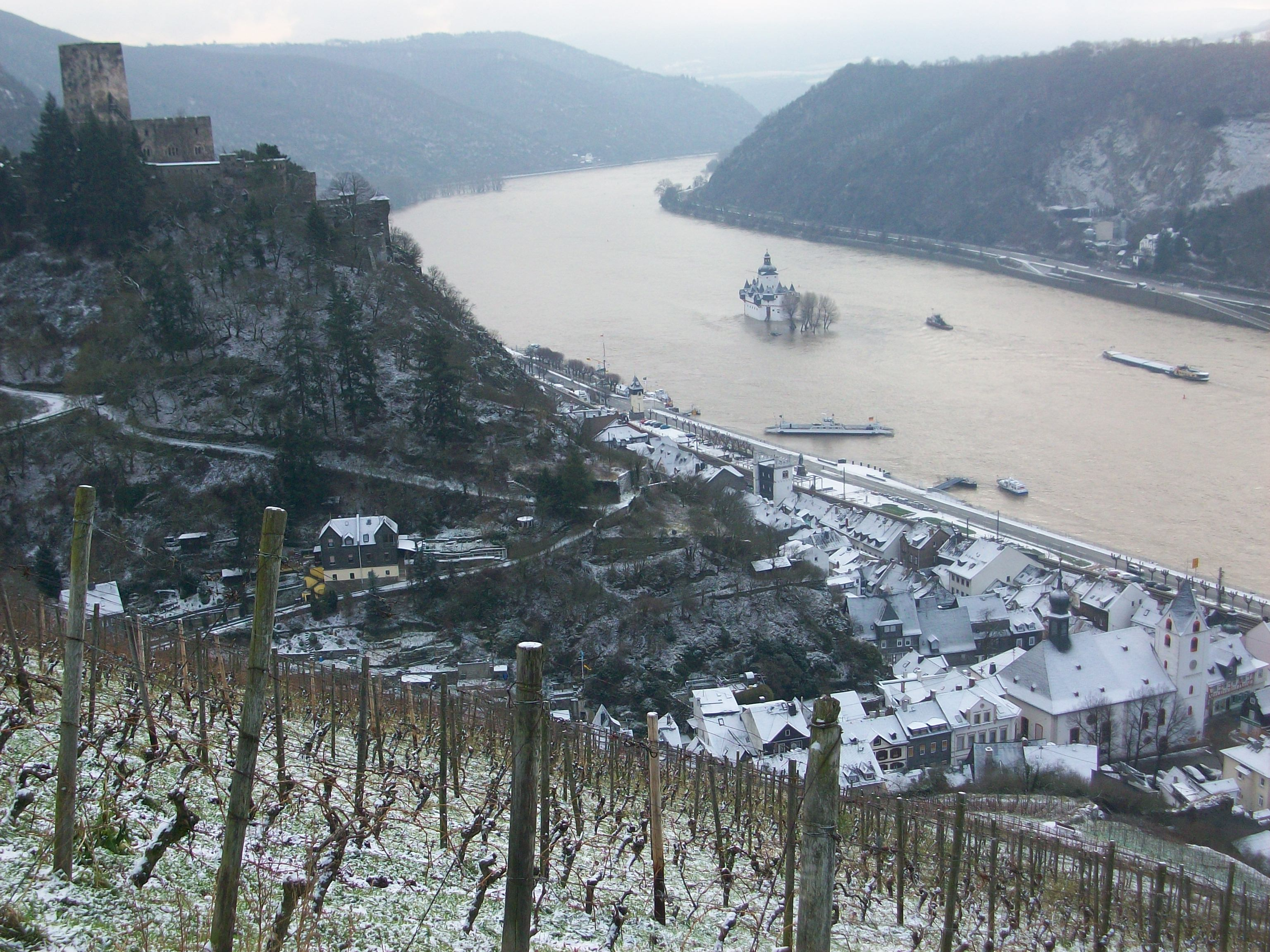
Kaub

## Jakobusspuren
Im Verlaufe des Rhein-Camino sind einige sowohl historische als auch neuzeitliche Jakobusspuren vorzufinden. Neben der Jakobus-Kapelle in Oberlahnstein lassen sich auch in anderen Orten entlang des Weges Spuren des Jakobus-Kultes feststellen. Beispielsweise führt die Gemeinde Dahlheim die Jakobsmuschel in ihrem Wappen.
| Oberlahnstein, Hospitalkapelle St. Jakobus | Jakobusstatue und -symbole in der |
| Dahlheim                                   | Jakobsmuschel im Gemeindewappen   |
| Dahlheim, Pfarrkirche St. Jakobus          | Jakobusstatue                     |
| Osterspai, Pfarrkirche St. Martin          | Jakobusstatue                     |
| Osterspai, St.-Jakobus-Kapelle             | Jakobusstatue                     |

Gemeindewappen, Dahlheim
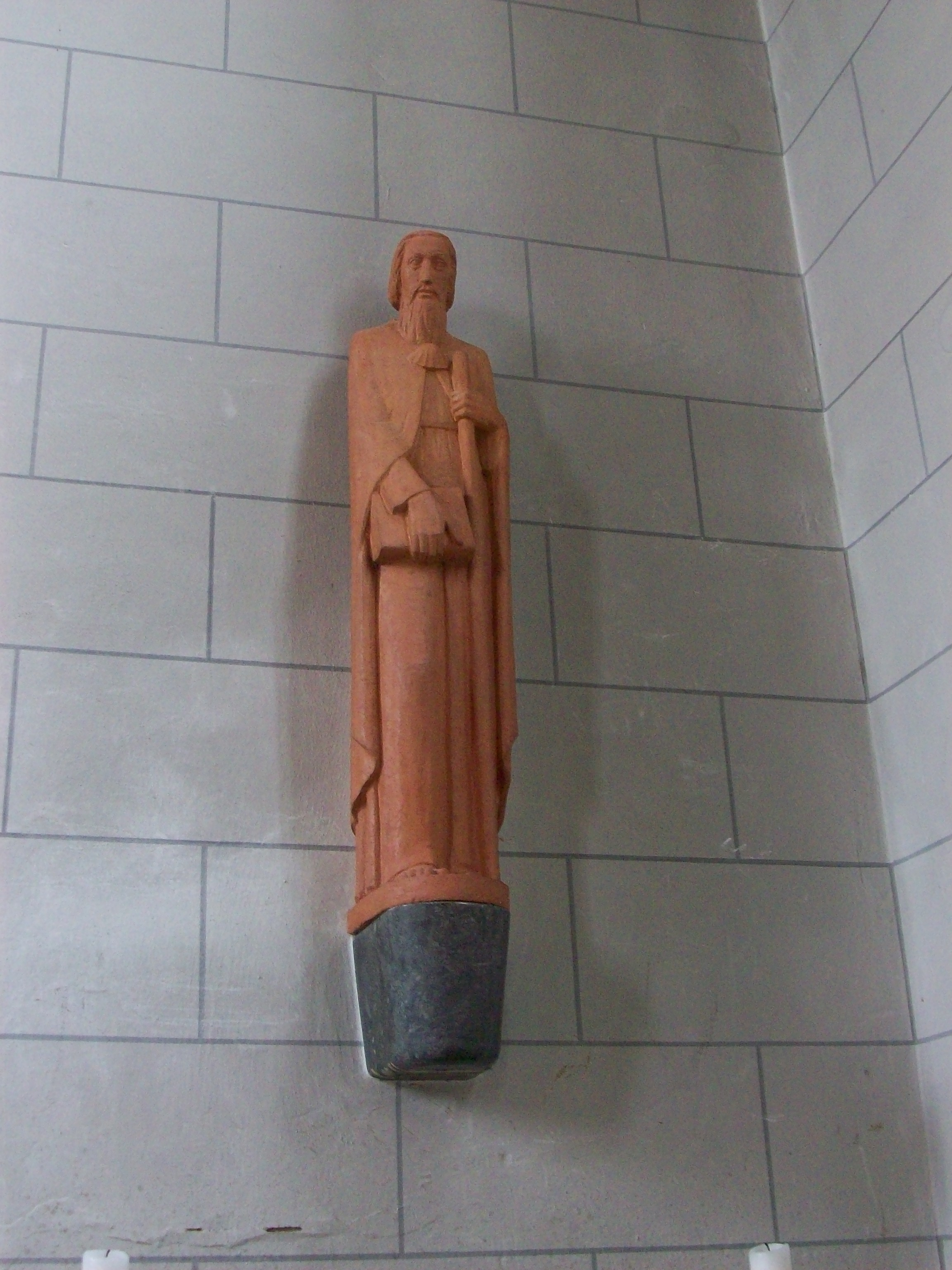
Jakobusstatue, Dahlheim
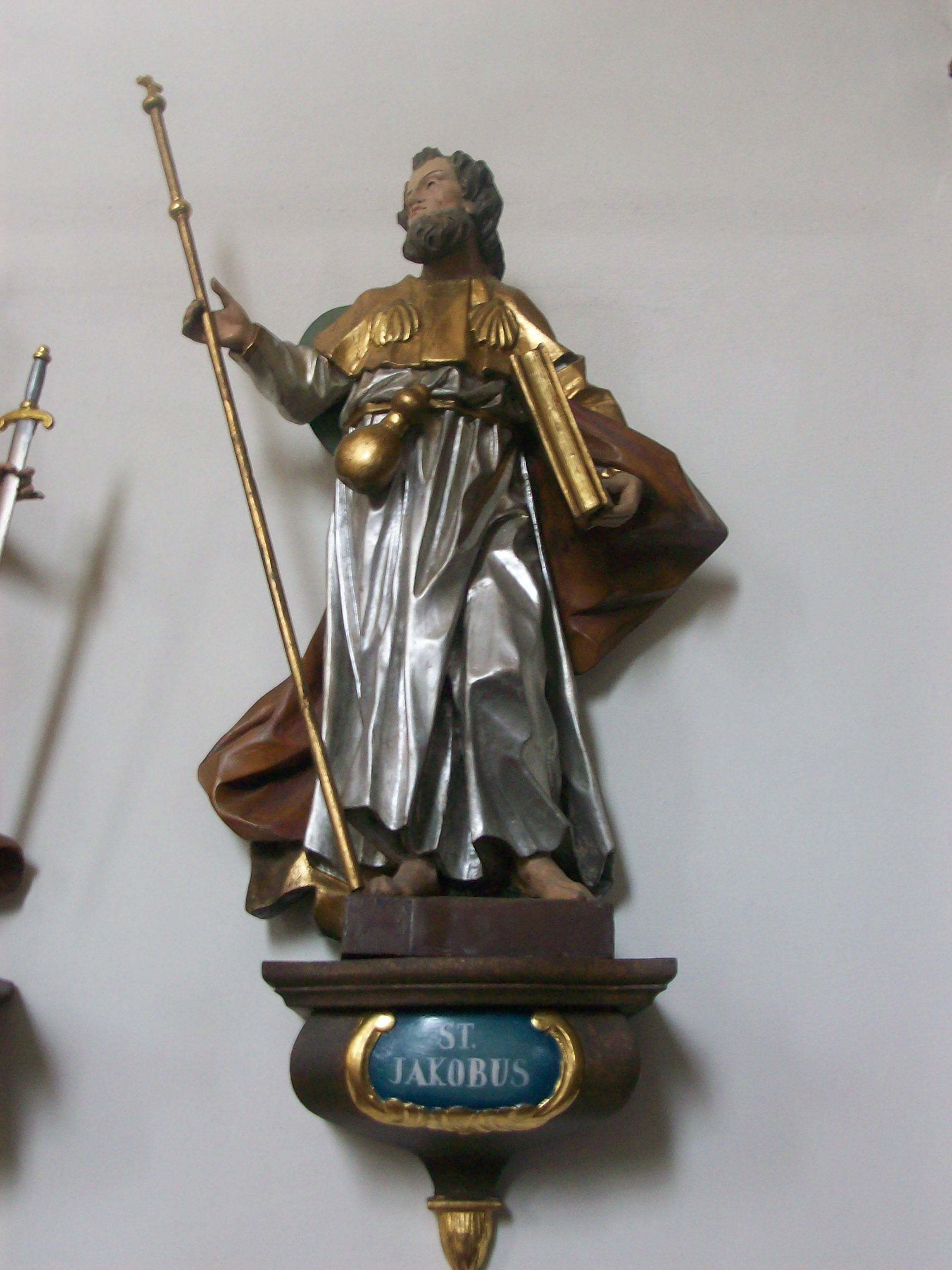
Jakobusstatue in St. Martin, Osterspai
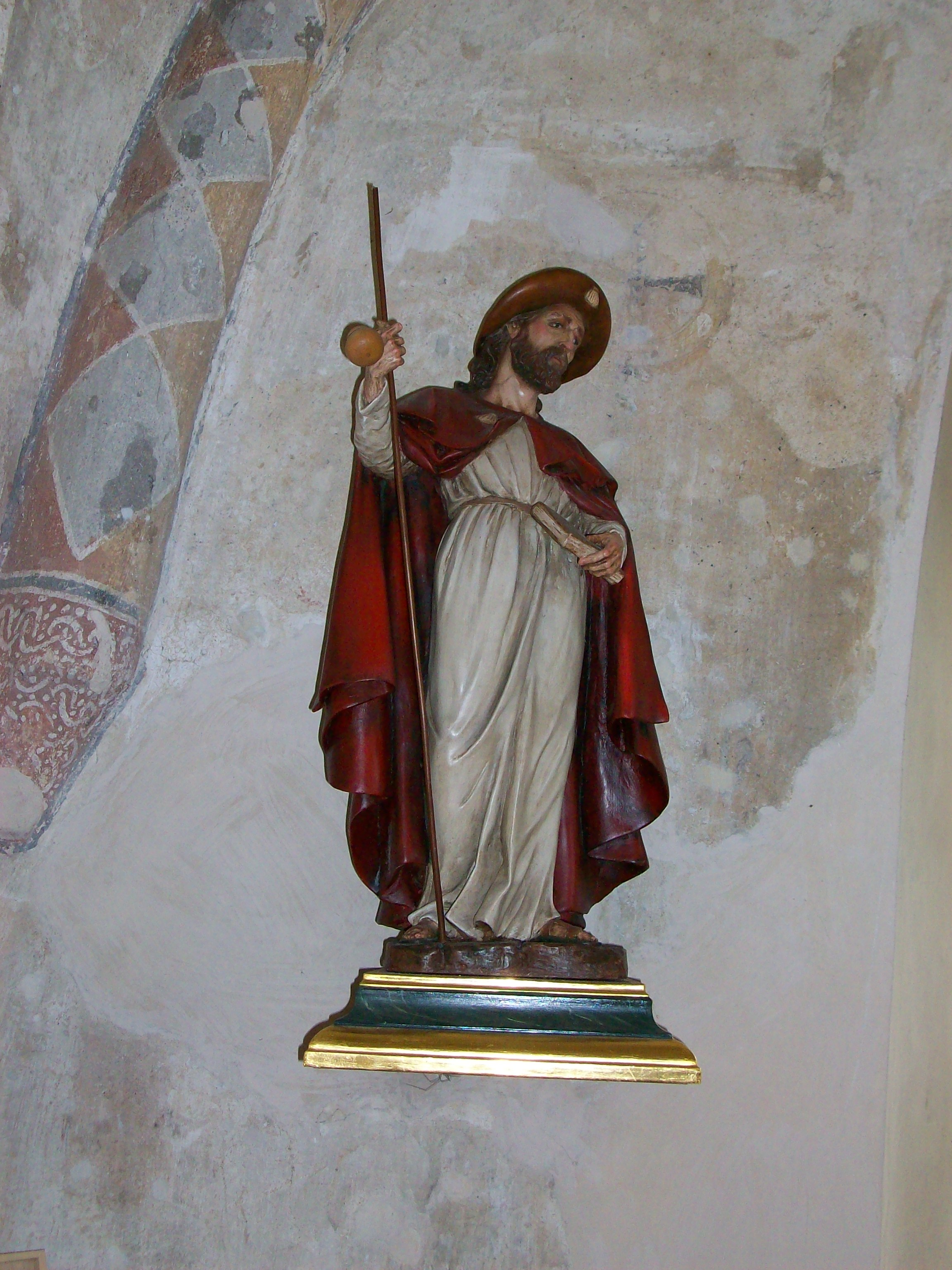
Jakobusstatue, Osterspai

## Pilgerstempel

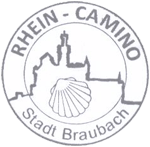
Pilgerstempel Braubach

In fast jedem Etappenort besteht die Möglichkeit, sich einen Pilgerstempel für seinen Pilgerausweis (spanisch = Credencial) geben zu lassen.

## Wanderkarten
- Oberes Mittelrheintal - Loreley-Boppard (1:25.000). 4. Auflage. LVermGeo Rheinland-Pfalz, Koblenz 2011, ISBN 978-3-89637-364-9.
- Oberes Mittelrheintal - Rüdesheim-Bingen (1:25.000). 4. Auflage. LVermGeo Rheinland-Pfalz, Koblenz 2011, ISBN 978-3-89637-365-6.
- RheinWandern Nord (1:25.000). 1. Auflage. LVermGeo Rheinland-Pfalz, Koblenz 2011, ISBN 978-3-89637-388-5.
- RheinWandern Süd (1:25.000). 1. Auflage. LVermGeo Rheinland-Pfalz, Koblenz 2011, ISBN 978-3-89637-387-8.